# アレキサンダー諸島

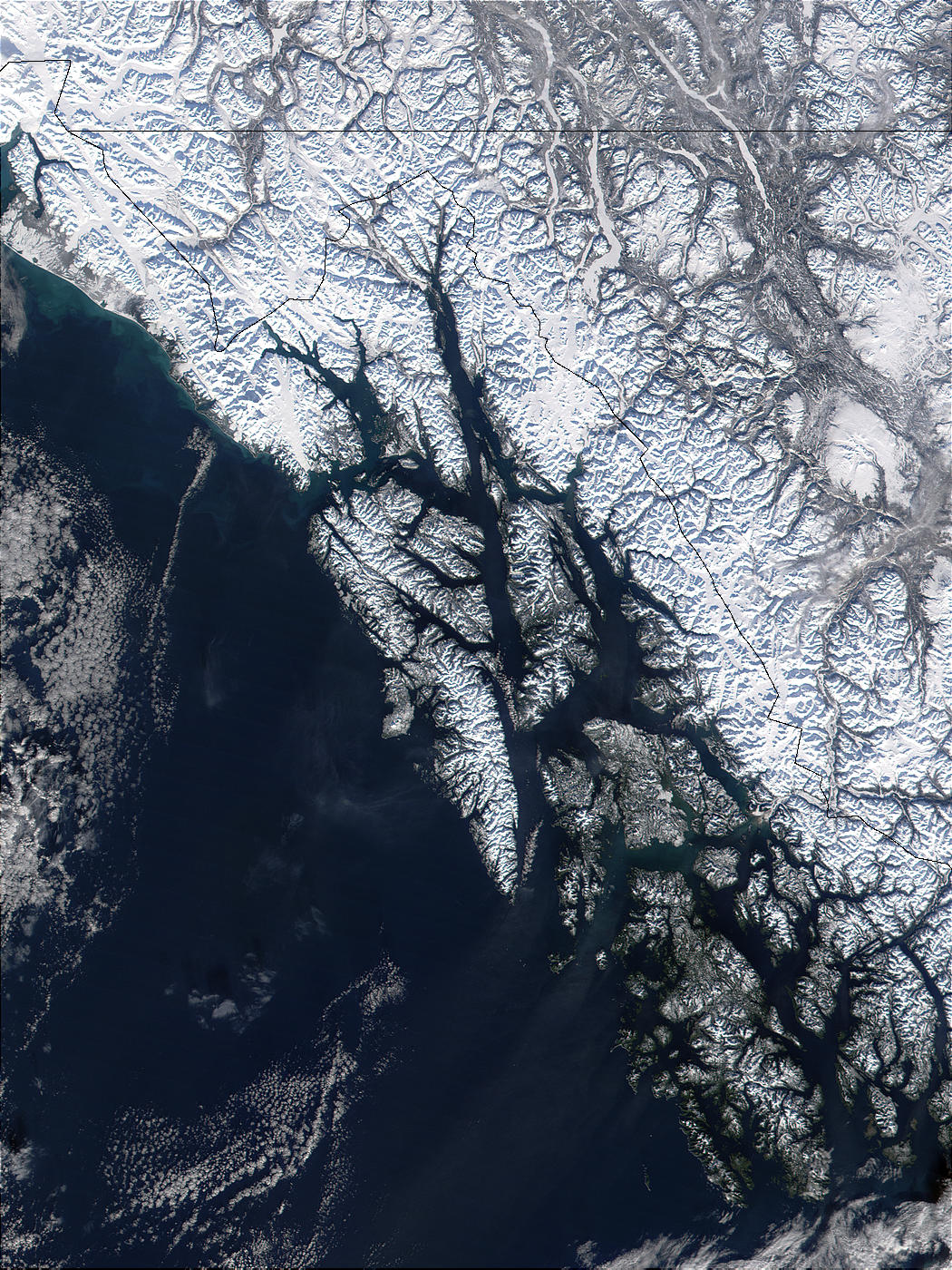
アレクサンダー諸島の航空写真。MODISによる。

アレキサンダー諸島（アレキサンダーしょとう、Alexander Archipelago）は、アメリカ合衆国アラスカ州南東部の沿岸にある諸島。ロシア領アメリカの初代総督アレクサンドル・バラノフにちなむ。

## 主な島
- チチャゴフ島
- アドミラルティ島
- バラノフ島
- クプリアノフ島
- プリンスオブウェールズ島
- ランゲル島
- レヴィラギゲド島[1]

## 年表
- 1741年にロシア人探検家ヴィトゥス・ベーリングがこの諸島に訪れ、その後イギリス、スペイン、アメリカが探検した。
- 1867年、アメリカのアラスカ購入によりアメリカ領となった。